# Bahnstrecke Wiedenbrück–Sennelager
| Kursbuchstrecke: | 222f (1946)          |                                               |                                               |
| Streckenlänge: | 32,4 km              |                                               |                                               |
| Spurweite: | 1435 mm (Normalspur) |                                               |                                               |
| |                      |                                               |                                               |
| \| \| \| von Rheda (Rhedaer Bahn) \| \| \| \| 0,0 \| Wiedenbrück ⊙ \| Wiedenbrück ⊙ \| \| \| \| nach Lippstadt ⊙ \| \| \| \| 0,728 \| Anschluss Hugo Bresser & Co. ⊙ \| Anschluss Hugo Bresser & Co. ⊙ \| \| \| 1,380 \| Emsbrücke ⊙ \| Emsbrücke ⊙ \| \| \| 2,45 \| Straßenbrücke B 55/B 61 ⊙ \| Straßenbrücke B 55/B 61 ⊙ \| \| \| 2,5 \| Jägerheim ⊙ \| Jägerheim ⊙ \| \| \| 3,5 \| Tunnel unter B 64 ⊙ \| Tunnel unter B 64 ⊙ \| \| \| 5,2 \| Lintel ⊙ \| Lintel ⊙ \| \| \| 5,354 \| Anschluss Gemeinde Druffel ⊙ \| Anschluss Gemeinde Druffel ⊙ \| \| \| 9,135 \| Anschluss Adam Westhoff / Heinrich Kühlmann ⊙ \| Anschluss Adam Westhoff / Heinrich Kühlmann ⊙ \| \| \| 9,2 \| Rietberg-Neuenkirchen ⊙ \| Rietberg-Neuenkirchen ⊙ \| \| \| 10,105 \| Anschluss Christoph Bollweg ⊙ \| Anschluss Christoph Bollweg ⊙ \| \| \| 13,078 \| Anschluss Gemeinde Westerwiehe ⊙ \| Anschluss Gemeinde Westerwiehe ⊙ \| \| \| 13,1 \| Westerwiehe ⊙ \| Westerwiehe ⊙ \| \| \| 13,189 \| Anschluss Franz Westhoff ⊙ \| Anschluss Franz Westhoff ⊙ \| \| \| 14,775 \| Emsbrücke ⊙ \| Emsbrücke ⊙ \| \| \| 15,7 \| Westerloh ⊙ \| Westerloh ⊙ \| \| \| 18,4 \| Nordhagen ⊙ \| Nordhagen ⊙ \| \| \| 18,563 \| Anschluss Anton Stutenkemper ⊙ \| Anschluss Anton Stutenkemper ⊙ \| \| \| 20,229 \| Steinbogenbrücke Nordring/Friedrichstraße ⊙ \| Steinbogenbrücke Nordring/Friedrichstraße ⊙ \| \| \| 20,93 \| Anschluss Brenken & Pieper, Molkerei ⊙ \| Anschluss Brenken & Pieper, Molkerei ⊙ \| \| \| 21,1 \| Delbrück (Westf) ⊙ \| Delbrück (Westf) ⊙ \| \| \| 21,18 \| Anschluss Anton Lewerken ⊙ \| Anschluss Anton Lewerken ⊙ \| \| \| 26,196 \| Anschluss BBAG Ostenland ⊙ \| Anschluss BBAG Ostenland ⊙ \| \| \| 26,2 \| Ostenland ⊙ \| Ostenland ⊙ \| \| \| 30,364 \| Anschluss Kalksandsteinwerk Paul Wüseke ⊙ \| Anschluss Kalksandsteinwerk Paul Wüseke ⊙ \| \| \| 31,2 \| Autobahnbrücke A 33⊙ \| Autobahnbrücke A 33⊙ \| \| \| \| von Bielefeld⊙ \| \| \| \| 32,4 \| Sennelager ⊙ \| Sennelager ⊙ \| \| \| \| nach Paderborn \| \| |                      |                                               |                                               |
| Strecke (außer Betrieb) |                      | von Rheda (Rhedaer Bahn)                      | von Rheda (Rhedaer Bahn)                      |
| Bahnhof (Strecke außer Betrieb) | 0,0                  | Wiedenbrück ⊙                                 | Wiedenbrück ⊙                                 |
| Abzweig geradeaus und nach rechts (Strecke außer Betrieb) |                      | nach Lippstadt ⊙                              | nach Lippstadt ⊙                              |
| Blockstelle (Strecke außer Betrieb) | 0,728                | Anschluss Hugo Bresser & Co. ⊙                | Anschluss Hugo Bresser & Co. ⊙                |
| Brücke über Wasserlauf (Strecke außer Betrieb) | 1,380                | Emsbrücke ⊙                                   | Emsbrücke ⊙                                   |
| Strecke mit Straßenbrücke (Strecke außer Betrieb) | 2,45                 | Straßenbrücke B 55/B 61 ⊙                     | Straßenbrücke B 55/B 61 ⊙                     |
| Haltepunkt / Haltestelle (Strecke außer Betrieb) | 2,5                  | Jägerheim ⊙                                   | Jägerheim ⊙                                   |
| Tunnel (Strecke außer Betrieb) | 3,5                  | Tunnel unter B 64 ⊙                           | Tunnel unter B 64 ⊙                           |
| Haltepunkt / Haltestelle (Strecke außer Betrieb) | 5,2                  | Lintel ⊙                                      | Lintel ⊙                                      |
| Blockstelle (Strecke außer Betrieb) | 5,354                | Anschluss Gemeinde Druffel ⊙                  | Anschluss Gemeinde Druffel ⊙                  |
| Blockstelle (Strecke außer Betrieb) | 9,135                | Anschluss Adam Westhoff / Heinrich Kühlmann ⊙ | Anschluss Adam Westhoff / Heinrich Kühlmann ⊙ |
| Bahnhof (Strecke außer Betrieb) | 9,2                  | Rietberg-Neuenkirchen ⊙                       | Rietberg-Neuenkirchen ⊙                       |
| Blockstelle (Strecke außer Betrieb) | 10,105               | Anschluss Christoph Bollweg ⊙                 | Anschluss Christoph Bollweg ⊙                 |
| Blockstelle (Strecke außer Betrieb) | 13,078               | Anschluss Gemeinde Westerwiehe ⊙              | Anschluss Gemeinde Westerwiehe ⊙              |
| Haltepunkt / Haltestelle (Strecke außer Betrieb) | 13,1                 | Westerwiehe ⊙                                 | Westerwiehe ⊙                                 |
| Blockstelle (Strecke außer Betrieb) | 13,189               | Anschluss Franz Westhoff ⊙                    | Anschluss Franz Westhoff ⊙                    |
| Brücke über Wasserlauf (Strecke außer Betrieb) | 14,775               | Emsbrücke ⊙                                   | Emsbrücke ⊙                                   |
| Haltepunkt / Haltestelle (Strecke außer Betrieb) | 15,7                 | Westerloh ⊙                                   | Westerloh ⊙                                   |
| Haltepunkt / Haltestelle (Strecke außer Betrieb) | 18,4                 | Nordhagen ⊙                                   | Nordhagen ⊙                                   |
| Blockstelle (Strecke außer Betrieb) | 18,563               | Anschluss Anton Stutenkemper ⊙                | Anschluss Anton Stutenkemper ⊙                |
| Strecke mit Straßenbrücke (Strecke außer Betrieb) | 20,229               | Steinbogenbrücke Nordring/Friedrichstraße ⊙   | Steinbogenbrücke Nordring/Friedrichstraße ⊙   |
| Blockstelle (Strecke außer Betrieb) | 20,93                | Anschluss Brenken & Pieper, Molkerei ⊙        | Anschluss Brenken & Pieper, Molkerei ⊙        |
| Bahnhof (Strecke außer Betrieb) | 21,1                 | Delbrück (Westf) ⊙                            | Delbrück (Westf) ⊙                            |
| Blockstelle (Strecke außer Betrieb) | 21,18                | Anschluss Anton Lewerken ⊙                    | Anschluss Anton Lewerken ⊙                    |
| Blockstelle (Strecke außer Betrieb) | 26,196               | Anschluss BBAG Ostenland ⊙                    | Anschluss BBAG Ostenland ⊙                    |
| Haltepunkt / Haltestelle (Strecke außer Betrieb) | 26,2                 | Ostenland ⊙                                   | Ostenland ⊙                                   |
| Blockstelle (Strecke außer Betrieb) | 30,364               | Anschluss Kalksandsteinwerk Paul Wüseke ⊙     | Anschluss Kalksandsteinwerk Paul Wüseke ⊙     |
| Strecke mit Straßenbrücke (Strecke außer Betrieb) | 31,2                 | Autobahnbrücke A 33⊙                          | Autobahnbrücke A 33⊙                          |
| Abzweig ehemals geradeaus und von links |                      | von Bielefeld⊙                                | von Bielefeld⊙                                |
| Bahnhof | 32,4                 | Sennelager ⊙                                  | Sennelager ⊙                                  |
| Strecke |                      | nach Paderborn                                | nach Paderborn                                |

Die Bahnstrecke Wiedenbrück–Sennelager zweigte in Wiedenbrück von der Rhedaer Bahn ab und führte über Rietberg und Delbrück (Westf) nach Sennelager, wo Anschluss an die Bahnstrecke Paderborn–Bielefeld bestand. Die Verbindung wurde im Volksmund auch „Senneblitz“ genannt. Die Strecke wurde am 1. September 1902 eröffnet. Der Personenverkehr auf der Strecke wurde aufgrund der geringen Nachfrage am 31. März 1958 eingestellt. Einen Tag darauf wechselte die Betriebsführung an die Deutsche Bundesbahn (DB), die ihrerseits die Betriebsführung des Streckenabschnitts Neubeckum–Beckum an die WLE abgab. Am 23. Januar 1979 wurde der Güterverkehr zwischen Delbrück (Westf) und Sennelager aufgegeben. Bis zum 26. Mai 1990 fand noch ein Restgüterverkehr von Wiedenbrück bis Delbrück (Westf) statt.

## Betriebsorganisation
Obwohl die Westfälische Landes-Eisenbahn (WLE) Eigentümer der Strecke von Wiedenbrück nach Sennelager war, hatte die Sennebahn keine direkte Verbindung zum übrigen Streckennetz der WLE. Kleinere Ausbesserungen an Lokomotiven und Wagen nahm die WLE im Lokbahnhof Delbrück (Westf) vor. Hier befand sich bis zum Abbruch im Mai 1996 ein zweigleisiger, für vier dreifach-gekuppelte Lokomotiven ausgelegter Lokschuppen mit Magazin, Werkstatt, Schmiede und Wasserturm.
Für Fristarbeiten und Beseitigung größerer Schäden am rollenden Material mussten Loks und Wagen über die Rhedaer Bahn zur WLE-Hauptwerkstatt nach Lippstadt Nord an der Bahnstrecke Münster–Warstein überführt werden.
Die Bahnmeisterei ordnete man dem Bahnhof Rietberg-Neuenkirchen zu. Von 1955 bis zur Betriebsführung durch die DB am 1. April 1958 gliederte man die Bahnstrecke Wiedenbrück–Sennelager der Bahnmeisterei Lippstadt Nord an.